# Caerostris vicina
Caerostris vicina es una especie de araña del género Caerostris, familia Araneidae. Fue descrita científicamente por Blackwall en 1866.
Se distribuye por Sudáfrica, República Democrática del Congo, Suazilandia, Zimbabue, Guinea Ecuatorial, Mozambique y Tanzania. La especie se mantiene activa durante los meses de enero, febrero, marzo, abril, mayo, julio, agosto, noviembre y diciembre.